# Браянн Дженнер
Браянн Дженнер (англ. Brianne Jenner; 4 травня 1991 року, Оквілл, Онтаріо, Канада) — канадська хокеїстка. Дворазова Олімпійська чемпіонка 2014 та 2022 років, багаторазова призерка та триразова чемпіонка світу (2012, 2021, 2022).